# Hold On (singel Good Charlotte)
Hold on – czwarty, ostatni singel poppunkowego zespołu Good Charlotte z płyty The Young and The Hopeless. Piosenka mówi o przegranym człowieku, o tym, że zamiast popełniać samobójstwo, powinien zaczekać i przemyśleć wszystko od początku. Po raz pierwszy w teledyskach tej grupy wystąpił perkusista Chris Wilson. Do teledysku dołączono wypowiedzi różnych osób.

## Lista utworów
1. "Hold on"
2. "Girls And Boys" (Abbey Road Sessions Version)
3. "(The Story Of) My Old Man" (Abbey Road Sessions Version)
4. "Hold on" (Video Version)